# 梵天花
梵天花（学名：Urena procumbens，又名「狗腳跡」）为锦葵科梵天花属下的一个种。种名procumbens意为平卧的。

## 狗腳跡之中醫藥用處
其根、葉可入藥，性平，味甘、苦，能清熱解毒、袪風利濕。

## 外部連結
- 梵天花 Fantianhua （页面存档备份，存于） 藥用植物圖像數據庫 (香港浸會大學中醫藥學院) （中文）（英文）